# Arlington (South Dakota)
Arlington ist eine Kleinstadt (mit dem Status „City“) im Kingsbury County und zu einem kleineren Teil im Brookings County im US-amerikanischen Bundesstaat South Dakota. Das U.S. Census Bureau hat bei der Volkszählung 2020 eine Einwohnerzahl von 915 ermittelt.

## Geografie
Arlington liegt im Osten South Dakotas, unweit der Grenze zu Minnesota. Die geografischen Koordinaten von Arlington sind 44°21′52″ nördlicher Breite und 97°07′59″ westlicher Länge. Das Stadtgebiet erstreckt sich über eine Fläche von 4,3 km².
Benachbarte Orte von Arlington sind Bruce (27,5 km ostnordöstlich), Volga (20,6 km ostsüdöstlich), Sinai (20,2 km südöstlich), Oldham (30 km südwestlich), Lake Preston (20,2 km westlich), Hetland (9,3 km westnordwestlich) und Badger (19,6 km nordnordwestlich).
Die nächstgelegenen größeren Städte sind Sioux Falls (128 km südsüdöstlich), Fargo in North Dakota (293 km nördlich) und Minnesotas größte Stadt Minneapolis (375 km ostnordöstlich).

## Verkehr
Im Stadtgebiet von Arlington treffen die U.S. Highways 14 und 81 zusammen. Alle weiteren Straßen sind untergeordnete Landstraßen, teils unbefestigte Fahrwege sowie innerstädtische Verbindungsstraßen.
In Nordwest-Südost-Richtung verläuft eine Eisenbahnstrecke der Canadian Pacific Railway durch das Stadtgebiet von Arlington.
Mit dem Arlington Municipal Airport liegt 3,8 km nördlich ein kleiner Flugplatz. Die nächsten größeren Flughäfen sind der Sioux Falls Regional Airport (122 km südsüdöstlich), der Hector International Airport in Fargo (295 km nördlich) und der Minneapolis-Saint Paul International Airport (373 km ostnordöstlich).

## Demografische Daten
Nach der Volkszählung im Jahr 2010 lebten in Arlington 915 Menschen in 420 Haushalten. Die Bevölkerungsdichte betrug 212,8 Einwohner pro Quadratkilometer. In den 420 Haushalten lebten statistisch je 2,09 Personen.
Ethnisch betrachtet setzte sich die Bevölkerung zusammen aus 97,4 Prozent Weißen, 0,7 Prozent Afroamerikanern, 1,1 Prozent amerikanischen Ureinwohnern, 0,1 Prozent Asiaten sowie 0,1 Prozent aus anderen ethnischen Gruppen; 0,7 Prozent stammten von zwei oder mehr Ethnien ab. Unabhängig von der ethnischen Zugehörigkeit waren 2,5 Prozent der Bevölkerung spanischer oder lateinamerikanischer Abstammung.
21,0 Prozent der Bevölkerung waren unter 18 Jahre alt, 55,5 Prozent waren zwischen 18 und 64 und 23,5 Prozent waren 65 Jahre oder älter. 49,6 Prozent der Bevölkerung war weiblich.
Das mittlere jährliche Einkommen eines Haushalts lag bei 44.336 USD. Das Pro-Kopf-Einkommen betrug 20.804 USD. 9,5 Prozent der Einwohner lebten unterhalb der Armutsgrenze.

## Bekannte Bewohner
- Theodore W. Schultz (1902–1998) – Ökonom und Wirtschaftsnobelpreisträger – geboren und aufgewachsen in Arlington